# 卡罗琳·琼斯

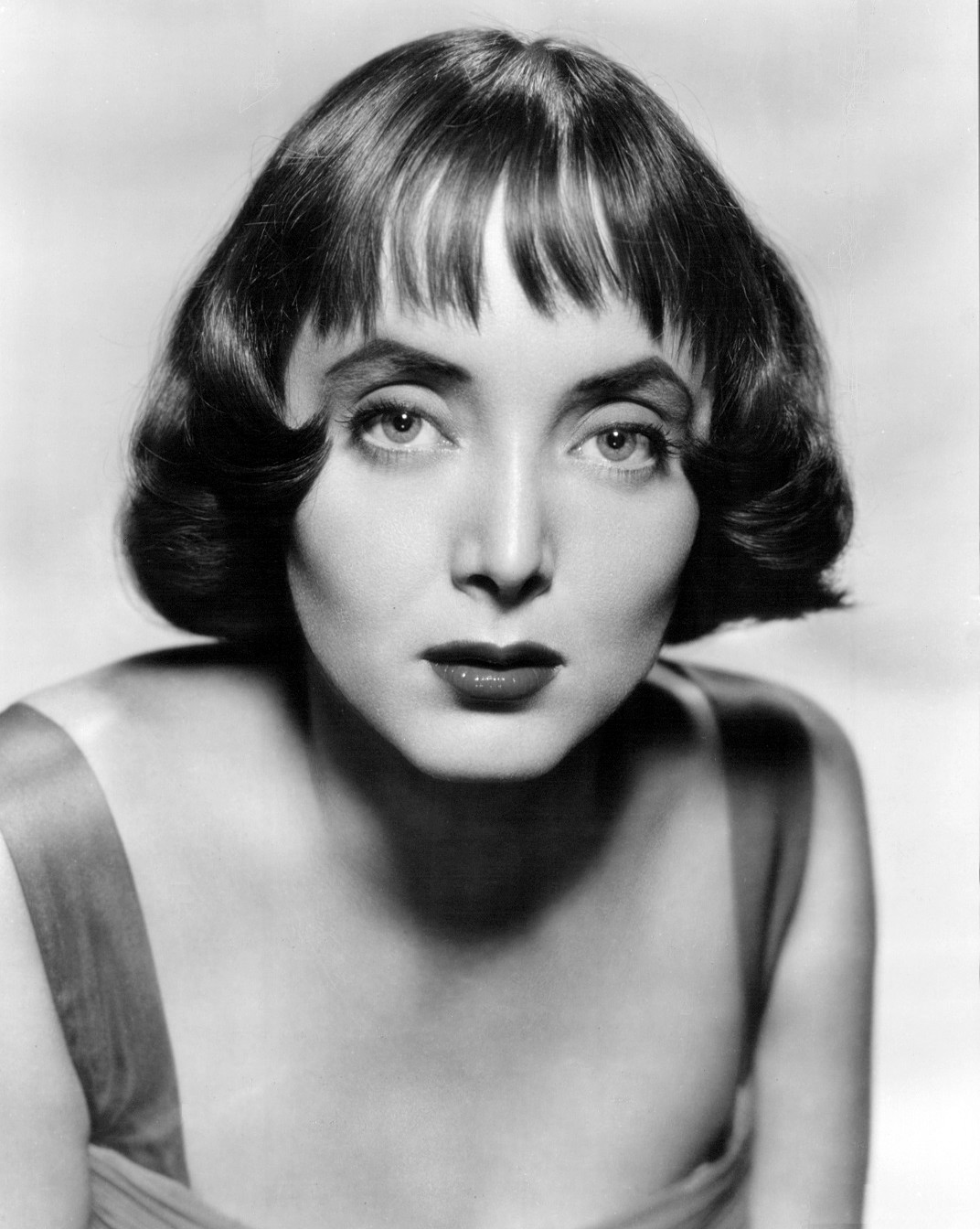
卡罗琳·琼斯

卡罗琳·苏·琼斯（1930年4月28日—1983年8月3日）是美国电视和电影女演员。   20世纪50年代初，她開始拍電影。1958年，她获得奥斯卡最佳女配角奖提名。1959年，她获得金球獎。
1982年， 她確診大腸癌。 癌細胞迅速扩散至她的肝脏和胃部。 1983年7月，她陷入昏迷，并於8月3日去世。第二天她的遗体被火化。 